# 上海長風大悅城
上海長風大悅城是中華人民共和國上海市普陀區長風公園大渡河路附近的一個商業綜合體，商业面积约为12万平方米。內部有中華人民共和國首家乐高探索乐园、第一条屋顶全玻璃粉红凌空跑道（Starry Runway星空跑道）以及Sky Park高登公园。

## 历史
商場前身是长风景畔广场。2005年，北京天鸿地产以近8亿元得到长风生态商务区2号地块，并以“北岸·长风”的名义建设該商业地产项目。2007年，米高梅与天鸿集团签约，建设开发包括米高梅品牌及其主题娱乐在内的生活时尚娱乐中心，不過2010年米高梅破产。2010年11月，英国地产商高富诺集团宣布以17亿元购入普陀长风大型商业项目，并引进了中国首家乐高探索中心以及增加攀岩、射箭等娱乐项目。2011年12月，长风景畔广场开始营运。2016年11月，大悦城地產以14亿价格人民幣收购长风景畔广场。該商場於2017年12月初步開業，2018年5月1日，长风大悦城整体开业，5月5日举行揭幕仪式。